# Ulee Rubek Barat
Ulee Rubek Barat is een bestuurslaag in het regentschap Aceh Utara van de provincie Atjeh, Indonesië. Ulee Rubek Barat telt 1555 inwoners (volkstelling 2010).